# Acrocladiopsis
Acrocladiopsis, rod pravih mahovina klasificiran redu Hypnales i porodici Plagiotheciaceae. Validnost još nije potvrđena.
Tipična vrsta Acrocladiopsis draytonii (Sull.) Cardot., bazionim: Catagonium sect. Acrocladiopsis Broth.

## Vrste
1. species: Acrocladiopsis draytonii (Sull.) Cardot
2. species: Acrocladiopsis eudorae (Sull.) Cardot
3. species: Acrocladiopsis nitida (Hook. f. & Wilson) Cardot
4. species: Acrocladiopsis serrulata Cardot ex Broth. & Paris
5. species: Acrocladiopsis subcuspidata (Müll. Hal.) Cardot